# 胡公冑
胡公冑（16世紀—17世紀），字問欹，浙江湖州府德清縣人，明末清初政治人物。

## 生平
萬曆三十四年（1606年）丙午科浙江鄉試舉人，四十一年（1613年）癸丑科進士。授南京刑部主事，升員外郎。
天啟年間，出為荊州府知府，拒絕興建魏忠賢生祠；惠王朱常潤就藩荊州府，其差役倚仗惠王勢力欺凌人民，他多方調解、以死抵抗，才讓民眾安寧。
後來因忤逆溫體仁，謫河南汝州知州，祁彪佳推薦為事官。崇禎十七年（1644年）六月，祁彪佳轉任大理寺丞，以僉都御史巡撫蘇松常鎮，與鄉官沈正宗、殷宜中、林有麟議戰守，他出任監紀推官，監督中軍徐士璠、羅英、朱士裔等人。不久即降清，其後曾擔任江寧府同知，後事不詳。

## 家族
祖父胡友信，隆慶二年進士。

## 引用
1. 1 2  錢海岳《南明史·卷三十五·列傳第十一》：公冑，字問欹，德清人。萬曆四十一年進士。授南京刑部主事，遷員外郎。天啟中，出為荊州知府，不建魏忠賢祠。惠王初封，諸役倚勢陵民，多方調護，以死扞之，民得安堵。
2. ↑  同治《湖州府志·卷十二·選舉表 舉人一》：（萬曆）三十四年丙午（舉人）……德清縣：……胡公冑 友信孫，號問欹，詳進士。
3. ↑  錢海岳《南明史·卷三十五·列傳第十一》：（崇禎十七年）六月，（祁彪佳）轉大理丞，以僉都御史巡撫蘇、松、嘗、鎮；與鄉官沈正宗、殷宜中、林有麟議戰守，以胡公冑為監紀，督中軍徐士璠、羅英、朱士裔……後與溫體仁忤，降汝州知州逮，彪佳薦事官。後降於清。
4. ↑  同治《湖州府志·卷十·選舉表 進士一》：（萬曆）四十一年癸丑（進士）……德清縣：胡公冑 丙午舉人，國朝江寧同知。